# 秘密探偵クルクル
『秘密探偵クルクル』（ひみつたんていクルクル、原題：The Secret Squirrel Show）は、アメリカ合衆国のテレビアニメ。ハンナ・バーベラ・プロダクション制作。1965年10月2日から1966年11月26日までNBCで放送。
日本では1966年7月〜12月にNETテレビ（現：テレビ朝日）で、7月〜9月の間は火曜19:30 - 20:00、10月〜12月の間は土曜日19:00 - 19:30に放映された。後に東京12チャンネル（現：テレビ東京）の『マンガのくに』などで再放送された。

## 内容
国際ゼロゼロ探偵本部のエース秘密諜報部員のクルクルは、相方のモコモコと七つ道具を使って事件を解決する。イエローピンキーやハイスパイなど、特定の悪役と対決する他にも、王子をエスコートしたり、爆弾を飲んだ猫を捕まえるなどの仕事もある。

## 放送形式
『タコのロクちゃん』、『マジックおばさん』を含むオムニバス形式。オリジナルでは『秘密探偵クルクル』、『タコのロクちゃん』、『マジックおばさん』の順番に放映されていたが、カートゥーンネットワークでは、この2作品は『秘密探偵クルクル』の間にはさんで交代交代で放映された。また、この2作品は単独で、番組と番組の間に挟まれるアニメとしても独立して放送された。

## 登場人物
クルクル（Secret Squirrel）
声 - 石川進/英 - メル・ブランク
エース秘密諜報部員のリス。コードナンバー001。トレンチコート風のスーツには色々な七つ道具が収納されている。帽子にも、マジックハンドが出るなど色々な仕組みが施されている。だが、ドジで失敗ばかりする。本部に入るときはいつもドアから入らないので、いつもチーフに怒られている。
モコモコ（Morocco Mole）
声 - 八代駿/英 - ポール・フリーズ
クルクルの相方のモグラ。クルクルの車の運転手も引き受ける。クルクルにはいつも忠実に従う。従って、クルクルの失敗の後始末は必ずモコモコが行っている。
チーフ（Chief Double）
声 - 雨森雅司/英 - ポール・フリーズ
クルクル達の上司。人間。クルクルを叱ってばかりいるが、毎回の依頼をクルクルに頼んでいるあたり、他に諜報部員がいないのかもしれないがクルクルのことを信頼しているのだと思われる。
イエローピンキー（Yellow Pinkie）
声 - 大平透/英 - ポール・フリーズ
物語初盤に登場する、海の上の孤島に住んでいる国際ゼロゼロ探偵本部のライバル。毎回最後にはやられてしまっていたが、物語中盤では本当に死んでしまった。
ハイスパイ（？）
声 - 不明/英 - ポール・フリーズ
イエローピンキーに代わり、新たに登場する国際ゼロゼロ探偵本部のライバル。機械人間で、頭が開いたりする。最初物語に登場した時は、チーフがクルクルの能力を試す為にチーフが変装していたものだった。

## サブタイトル
- 邦題は日本初放送時のもの。

| 話数 JP | 話数 EN | サブタイトル                                  |
| ------- | ------- | --------------------------------------------- |
| 第1話   | 7       | 化学兵器対抗戦 Yellow Pinkie                  |
| 第2話   | 2       | トランジスタ爆弾を取り戻せ Masked Granny      |
| 第3話   | 11      | 盗まれた大時計 Cuckoo Clock Cuckoo            |
| 第4話   | 5       | 赤ずきん作戦 Wolf In Cheap Cheap Clothing     |
| 第5話   | 9       | 超特急を取り戻せ It Stopped Training          |
| 第6話   | 13      | レーシングカーを追え Leave Wheel Enough Alone |
| 第7話   | 4       | 泥棒ロビンフッド Robin Hood & His Merry Muggs |
| 第8話   | 10      | たよりになるガードマン Wacky Secret Weapon    |
| 第9話   | 3       | 王冠を取り戻せ Scotland Yard Caper            |
| 第10話  | 8       | クルクルロボット Five Is a Crowd              |
| 第11話  | 6       | 腕白王子 Royal Run Around                     |
| 第12話  | 14      | 王様の誕生パーティー Jester Minute            |
| 第13話  | 1       | 消えた潜水艦 Sub Swiper                       |
| 第14話  | 15      | 黄金のミイラ Not So Idle Idol                 |
| 第15話  | 16      | ロケットカー対ウルトラカー Gold Rushed        |
| 第16話  | 17      | 怪人ブラックX Double Ex-Double Cross          |
| 第17話  | 18      | お化けのぴん詰め Capt. Kidd's Not Kidding     |
| 第18話  | 19      | モコモコ大手柄 Bold Rush                      |
| 第19話  | 20      | ピーナツ作戦 Tusk-Tusk                        |
| 第20話  | 12      | 子猫の爆弾 Catty Cornered                     |
| 第21話  | 21      | 怪電波に気を付けろ Robot Rout                 |
| 第22話  | 22      | モダンカーでふっとばせ The Pink Sky Mobile    |
| 第23話  | 23      | 盗まれたミサイル Scuba Duba Duba              |
| 第24話  | 24      | 悪者・ハイ・スパイ Hi-Spy                     |
| 第25話  | 25      | 邦題不明 Spy in the Sky                       |
| 第26話  | 26      | 邦題不明 Ship of Spies                        |

- 25話と26話は1968年4月頃の再放送で追加された。

## 再放送用主題歌
『秘密探偵001』
- 歌：大場ゆかり、大場るみ子
- 両名は、前番組『怪力アント（原題：Atom Ant）』の主題歌も歌った。

## 超秘密探偵クルクル
『超秘密探偵クルクル』（原題：Super-Secret Secret Squirrel）は、1993年に作られた、『秘密探偵クルクル』のリメイク作品。「トゥーストゥーピッドドッグス」内で放送。ハンナ・バーベラ・プロダクション制作。
キャスト
- クルクル：多田野曜平/英：ジェス・ハーネル
- モコモコ：桜井敏治/英：ジム・カミングス
- チーフ：青山穣/英：トニー・ジェイ

| NETテレビ 火曜日19:30枠 | NETテレビ 火曜日19:30枠                            | NETテレビ 火曜日19:30枠                                                                             |
| 前番組                  | 番組名                                             | 次番組                                                                                              |
| ----------------------- | -------------------------------------------------- | --------------------------------------------------------------------------------------------------- |
| 怪力アント              | 秘密探偵クルクル （1966年7月26日 - 1966年9月27日） | 火曜映画劇場 （19:30 - 20:56）                                                                      |
| NETテレビ 土曜日19:00枠 |                                                    | |
| ペペの大サーカス        | 秘密探偵クルクル （1966年10月1日 - 12月24日）      | 東急ゴールデン・ヒットショー ※土曜20:30より移動するも 1月14日に終了 ↓ 東急ホームショー ゆかいな広場 |